# Explosión Azul 2024
La Explosión Azul del año 2024 fue la edición número xxvii de los eventos de presentación conocido como noches deportivas del equipo Emelec, el partido esta programado para el 17 de febrero.
El 17 de enero, el presidente de Emelec confirmó oficialmente la fecha en que se jugaría la Explosión Azul 2024, el 10 de febrero. En el partido de gala se presentará el uniforme principal y alterno que usará el club eléctrico, y a los jugadores que reforzarán al equipo en el torneo de la LigaPro 2024. El 2 de febrero la directiva eléctrica decidió cambiar la fecha para el 17 de febrero, finalmente el alcalde de Guayaquil prohibió el aforo en la realización de la Explosión Azul debido a amenazas terroristas en la ciudad de Guayaquil.

## Elección de la localidad
Debido al conflicto armado interno de Ecuador El lunes 29 de enero, el viceministro de Gobierno, Esteban Torres, recomendó que se suspendan los eventos masivos y que, en el caso de los partidos de fútbol tendrían que realizarse sin público.En la Explosión Azul 2023, Emelec recaudó 1 100 000 dólares en taquilla, por lo que la Explosión Azul cambió de fecha y de localidad.
Luego de dos fechas tentativas, el departamento de comunicación del Emelec anunció que el evento se programaría para el 17 de febrero. Esto sin anunciar aun la localidad, que algunos medios de comunicación locales avisaron que la directivas azul solicitó permiso a las autoridades de la provincia costeña de Manabí, una provincia que goza con una gran cantidad de hinchas eléctricos.El día viernes 9 de febrero, el gobernador de la provincia manaba, anunció que estaba prohibido la celebración de eventos masivos.
El día sábado 10 de febrero, el club deportivo comunicó que la Explosión Azul se realizaría en el estadio Alejandro Serrano de la ciudad de Cuenca.

## Elección del Rival
Aunque la directiva emelecista a comunicado que el evento esta programado, y anunciado la presentación del uniforme oficial y de la plantilla de jugadores para la temporada 2024, no se ha anunciado al equipo invitado para la noche de gala. aunque la prensa a anunciado que sería un equipo boliviano.